# Municipio de Deerfield (Illinois)
El municipio de Deerfield (en inglés: Deerfield Township) es un municipio ubicado en el condado de Fulton en el estado estadounidense de Illinois. En el año 2010 tenía una población de 261 habitantes y una densidad poblacional de 2,94 personas por km².

## Geografía
El municipio de Deerfield se encuentra ubicado en las coordenadas 40°35′10″N 90°15′58″O / 40.58611, -90.26611. Según la Oficina del Censo de los Estados Unidos, el municipio tiene una superficie total de 88.91 km², de la cual 88,51 km² corresponden a tierra firme y (0,46 %) 0,41 km² es agua.

## Demografía
Según el censo de 2010, había 261 personas residiendo en el municipio de Deerfield. La densidad de población era de 2,94 hab./km². De los 261 habitantes, el municipio de Deerfield estaba compuesto por el 100 % blancos. Del total de la población el 0 % eran hispanos o latinos de cualquier raza.